# Antirrhinum onubense
Antirrhinum onubense é uma espécie de planta com flor pertencente à família Scrophulariaceae. 
A autoridade científica da espécie é (Fern. Casas) Fern. Casas, tendo sido publicada em Fontqueria 15: 39. 1987.

## Portugal
Trata-se de uma espécie presente no território português, nomeadamente em Portugal Continental.
Em termos de naturalidade é endémica da Península Ibérica.

## Protecção
Não se encontra protegida por legislação portuguesa ou da Comunidade Europeia.